# Giampaolo Caruso
Giampaolo Caruso (Avola, Itália, 15 de agosto de 1980) é um ciclista italiano.
Estreia como profissional em 2002 com a equipa ONZE-Eroski.
Em 18 de agosto de 2015, a UCI anunciou que Giampaolo deu positivo por EPO num controle fora de competição realizado a 27 de março de 2012. Esta análise efetuou-se sobre uma amostra recolhida nessa data e analisada com as técnicas atuais de deteção de substâncias dopantes.

## Palmarés
- 2000
  - Giro do Belvedere

- 2001
  - Grand Prix Bradlo

- 2003
  - 1 etapa do Tour Down Under

- 2009
  - Brixia Tour, mais 2 etapas

- 2014
  - Milano-Torino

## Resultados em Grandes Voltas e Campeonatos do Mundo
| Corrida            | Corrida            | 2002 | 2003 | 2004 | 2005 | 2006 | 2007 | 2008 | 2009 | 2010 | 2011 | 2012 | 2013 | 2014 | 2015 |
| ------------------ | ------------------ | ---- | ---- | ---- | ---- | ---- | ---- | ---- | ---- | ---- | ---- | ---- | ---- | ---- | ---- |
|                    | Giro d'Italia      | —    | —    | —    | 19.º | 12.º | —    | —    | —    | 46.º | 42.º | —    | 41.º | Ab.  | —    |
|                    | Tour de France     | —    | —    | —    | —    | —    | —    | —    | —    | —    | —    | 37.º | —    | —    | 90.º |
|                    | Volta a Espanha    | —    | —    | 72.º | 60.º | —    | —    | —    | —    | 36.º | —    | —    | 49.º | 15.º | —    |
| Mundial em Estrada | Mundial em Estrada | —    | —    | —    | —    | —    | —    | —    | —    | —    | —    | —    | —    | 41.º | —    |

—: não participa
Ab.: abandono

## Equipas
- ONZE/Liberty Seguros/Würth Team/Astana (2002-2006)
- ONZE-Eroski (2002-2003)
- Liberty Seguros (2004)
- Liberty Seguros-Würth Team (2005-2006) (até maio)
- Würth Team (2006) (até junho)
- Astana-Würth Team (2006) (até julho)
- Astana (2006)
- Lampre-Fondital (2007)
- Ceramica Flaminia-Bossini Docce (2008-2010)[2]
- Katusha (2010[3] -2015)
- Team Katusha (2010)
- Katusha Team (2011-2013)
- Team Katusha (2014-2015)